# Еллінська Аматорська Атлетична Асоціація
Еллінська Аматорська Атлетична Асоціація (грец. Σύνδεσμος Ελληνικών Γυμναστικών Αθλητικών Σωματείων; абревіюється SEGAS) — керівний орган аматорського спорту Греції.
Асоціація SEGAS була створена у 1897 році та була головним організатором багатьох міжнародних спортивних змагань, проведених у Греції. Вона організувала чемпіонати Європи 1969 та 1982 років, Чемпіонат Європи з легкої атлетики в приміщенні 1995 року, Чемпіонат світу серед юніорів 1986 року, Фінал Гран-прі IAAF 1990 року, Середземноморські ігри 1991 року та ін.
Васіліс Севастис — президент асоціації .
Організація розташована в Афінах.